# Umarkhed
Umarkhed é uma cidade  no distrito de Yavatmal, no estado indiano de Maharashtra.

## Geografia
Umarkhed está localizada a 19° 36′ N, 77° 42′ L. Tem uma altitude média de 416 metros (1364 pés).

## Demografia
Segundo o censo de 2001, Umarkhed tinha uma população de 34,084 habitantes. Os indivíduos do sexo masculino constituem 52% da população e os do sexo feminino 48%. Umarkhed tem uma taxa de literacia de 70%, superior à média nacional de 59.5%: a literacia no sexo masculino é de 77% e no sexo feminino é de 62%. Em Umarkhed, 15% da população está abaixo dos 6 anos de idade.